# Stazione di Messina Marittima
La stazione di Messina Marittima è una stazione ferroviaria italiana. Funge da interscambio tra treno e traghetto, connettendo la rete siciliana a quella della penisola.

## Storia
Il 12 dicembre 1866 fu inaugurata la stazione di Messina Centrale ma non venne realizzato il collegamento agli imbarcaderi a causa delle difficoltà economiche della Società Vittorio Emanuele. Nel 1885 subentrò nell'esercizio la Società Sicula ma si dovette aspettare il 20 giugno 1889, data dell'apertura del primo tratto della linea per Palermo, perché lo scalo centrale di Messina fosse collegato con quello del porto con un binario di raccordo lungo 574 metri. Gli impianti ferroviari e d'imbarco vennero duramente coinvolti nelle distruzioni del terremoto di Messina del 1908 e in seguito furono ricostruiti.

La nuova stazione marittima venne realizzata tra il 1937 e il 1939 e si integrava architettonicamente con lo stile della stazione centrale; fu costruita al posto della precedente struttura di imbarco, su progetto dell'architetto Angiolo Mazzoni e rappresenta un esempio di architettura futurista con grandi ambienti e un'architettura lineare e imponente. Il progetto esecutivo del grande mosaico, che si trova sulla parete interna della galleria posta a cavallo del fascio binari di imbarco, è opera di Michele Cascella, noto artista italiano. Il soggetto prese spunto da un discorso di Mussolini a Palermo nel quale questi "elevava" la Sicilia «all'onere di essere il Centro dell'Impero» e l'esecuzione, sulla base del dipinto-bozza, venne commissionata all'Opificio delle pietre dure della Scuola del Mosaico della Reverenda Fabbrica di San Pietro.

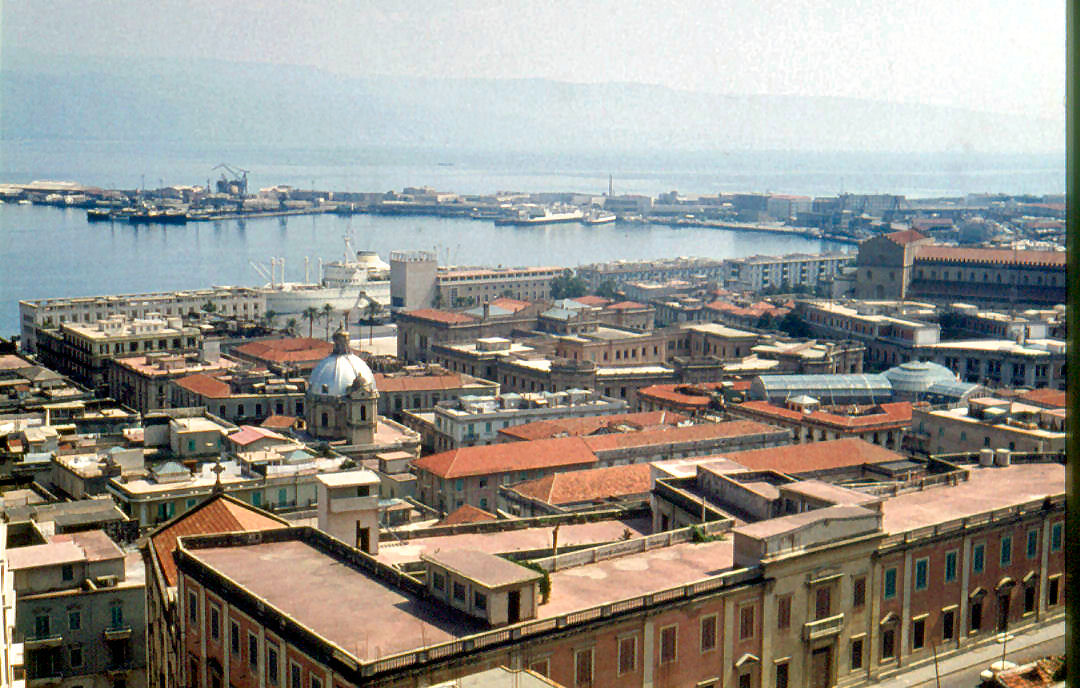
Vista della stazione Marittima dal lato degli imbarcaderi

Il 28 aprile 1943 la stazione marittima e tutti gli impianti ferroviari contigui subirono un pesante bombardamento da parte dell'aviazione statunitense. Dal 29 luglio al 17 agosto le incursioni si moltiplicarono producendo danni ingentissimi alla città a tutto il sistema ferroviario.La ricostruzione degli edifici di stazione rispettò l'originaria architettura.

## Architettura

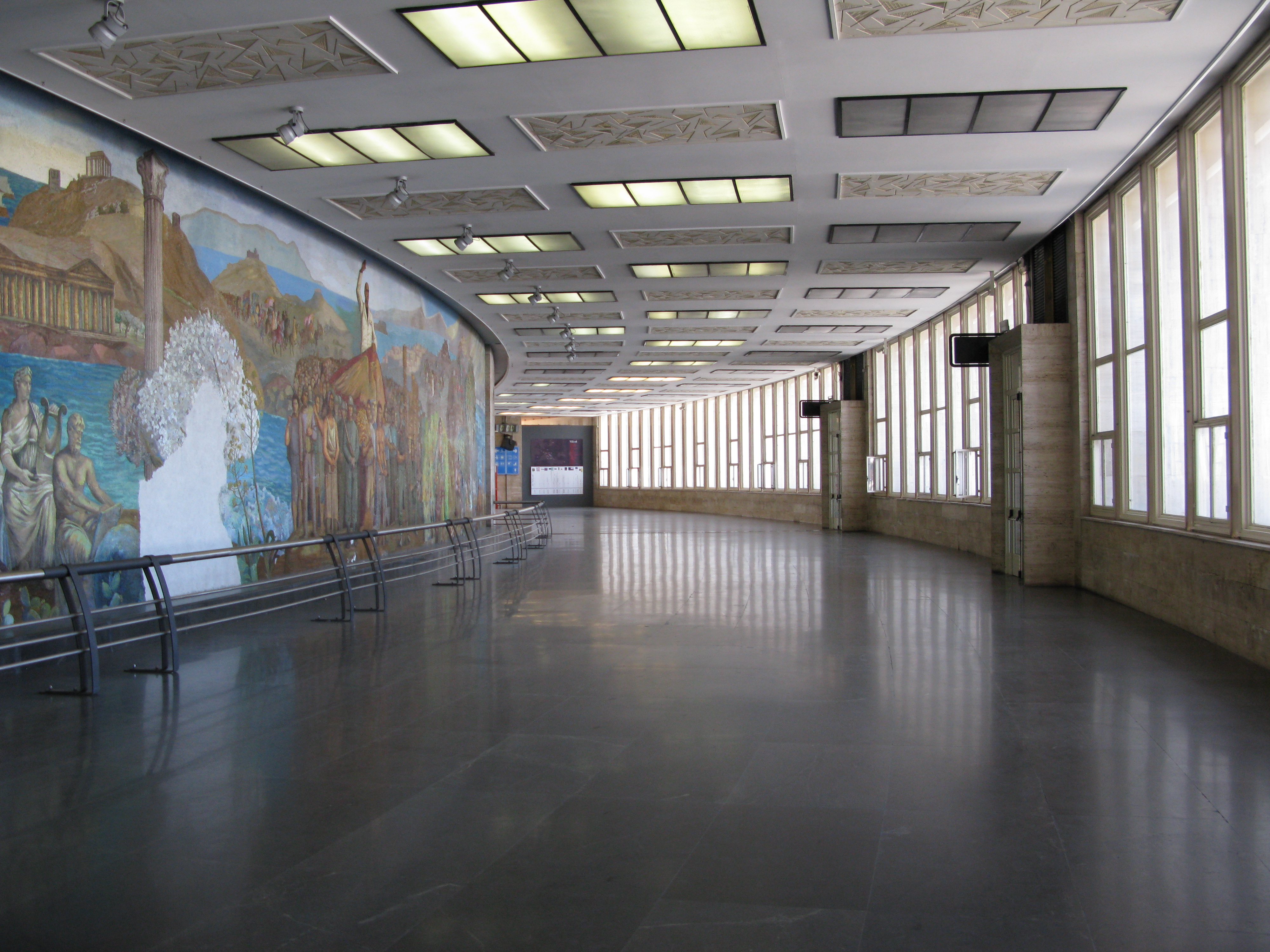
Salone dei Mosaici

Il fabbricato della stazione, contiguo a quello della stazione centrale di Messina, mostra evidente la progettazione tipica dall'aspetto imponente del ventennio fascista. Fu concepito dall'architetto Angiolo Mazzoni, nello stile divenuto tipico delle costruzioni pubbliche dell'epoca: lo testimoniano i grandi ambienti a struttura semplice e lineare nei quali è imponente lo sviluppo verticale. La struttura fa largo uso di rivestimenti in travertino e ampie vetrate.

### Salone dei Mosaici
Il lato nord della stazione di Messina Marittima si sviluppa verso il mare con un lungo salone panoramico a ponte che scavalca il fascio binari che accede alle invasature dei traghetti. Il salone, dal quale è possibile vedere le navi attraccate e le manovre di imbarco, è decorato dal grandioso mosaico a tesserine vetrificate che raffigura aspetti storici, sociali e ambientali mutuati dalla tradizione siciliana. Dalle aperture poste a intervalli in corrispondenza delle singole invasature di approdo si protendevano i lunghi ponti di accesso al ponte viaggiatori delle navi traghetto, non più utilizzati dal 2000 e demoliti nel 2012.

## Caratteristiche
La stazione ferroviaria di Messina Marittima ha una forma ad arco; si affaccia in parte sulla strada e sulla banchina ovest del porto e prosegue scavalcando, dal lato del mare per tutta la sua lunghezza, il fascio binari d'imbarco. Il lato sud del fabbricato è contiguo e unito alla stazione di Messina Centrale. Questa parte è posta su due livelli uniti da scale mobili e scalinate pedonali; al piano terra si trovano la biglietteria, le edicole e i servizi. Non è previsto l'accesso di viaggiatori ai treni ma soltanto alle navi traghetto.
Il fascio binari consta di sei binari aperti verso l'imbarco. Da questi si diramano i binari verso l'ampio fascio merci e verso i dieci binari che dal mare si prolungano fino a raggiungere la contigua stazione centrale.

## Servizi
La stazione è fornita di 
- Biglietteria
- Capolinea autolinee
- Servizi igienici

## Interscambio
- Dalla stazione di Messina Marittima è possibile l'interscambio con le navi traghetto per Villa San Giovanni.
- Sulla piazza della Repubblica avviene l'interscambio di viaggiatori provenienti dalle varie direttrici ferroviarie con la tranvia di Messina (bus sostitutivo linea 28).